# Jean Pecquet
Jean Pecquet, né le 9 mai 1622 à Dieppe et mort le 26 février 1674 à Paris, est un médecin et savant français. Il est anatomiste et l'un des pionniers de la physiologie. Il étudie l'expansion de l'air, s'intéresse à la vision, écrit des ouvrages préfigurant la psychologie. Son nom reste attaché à la description du canal thoracique et à la citerne de Pecquet.

## Biographie

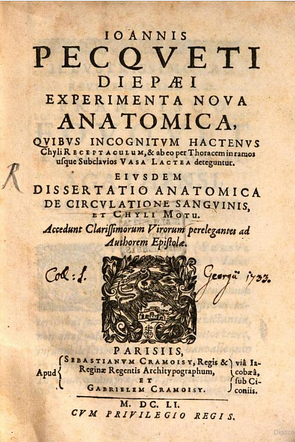
Experimenta nova Anatomica, 1651.

Après des études à Dieppe puis à Rouen, en France, Jean Pecquet arrive à Paris pour du travail (1641). Là, il aurait pratiqué une autopsie dont il consigne les observations (Mémoire de l'académie royale de chirurgie). En 1645, il s'inscrit à la faculté des Arts ou au collège des jésuites de Clermont. Il fait diverses rencontres, notamment avec Marin Mersenne ou Evangelista Torricelli dont il suit les expériences sur l'acoustique, la pesanteur et le vide. En 1647 il commence ses premières expériences de dissection sur les animaux parfois en public tout en travaillant comme précepteur. Il publie Nouvelles expériences anatomiques par lesquelles sont découvertes le réceptacle du chyle inconnu jusqu'alors et les vaisseaux lactés allant à travers le thorax jusque dans les vaisseaux sous-claviers avec une planche en 1651. Il commence ses études de médecine à Paris, mais les achève à Montpellier d'où il sort docteur en 1652.
À Montpellier, il fait ses importantes découvertes concernant la circulation lymphatique, notamment celles du receptaculum chyli ou citerne de Pecquet et les conduits chylifères. Thomas Bartholin retrouvera chez l'homme le canal thoracique mais pas la citerne et confirmera les expériences de Pecquet.
Jean Pecquet sera emprisonné à la Bastille pendant quarante et un mois en même temps que son protecteur Nicolas Fouquet, celui-là même qui avait subventionné ses études de médecine. Sorti de prison, Colbert le désigne comme membre de l'académie des sciences en 1666. Il y réalisera des dissections de l'œil et mesura ses dimensions. Contrairement à Edme Mariotte, il pensait que c'était la rétine et non la choroïde qui était le principal organe de la vision.
Médecin ordinaire du Roi retenu par sa Majesté, Jean Pecquet est responsable d'une riche patientèle, dont Mme de Sévigné.

## Œuvres
- (la)  Experimenta nova anatomica, quibus incognitum hactenus chyli receptaculum, et ab eo per thoracem in ramos usque subclavios vasa lactea deteguntur. Ejusdem Dissertatio anatomica de circulatione sanguinis et chyli motu. Accedunt clarissimorum virorum perelegantes ad authorem epistolae, apud S. et G. Cramoisy (Parisiis), 1651, in-4° , pièces limin., 108 p., lire en ligne sur Gallica.
- Réédition augmentée, Paris, 1654, in-4°, 252 p.
- Dans Jean Pecquet et la Tempête du chyle (1651-1654) (décembre 2023), Loïc Capron a traduit en français et commenté cette seconde édition, ainsi que les principaux ouvrages qui l'ont soutenue ou attaquée.

## Éponymie
- La « citerne ou réservoir de Pecquet »[2] désigne la citerne du chyle, la cavité servant de réceptacle au chyle (receptaculum chyli).